# Kocourov (Třebenice)
Kocourov je malá vesnice, část města Třebenice v okrese Litoměřice. Nachází se asi 6,5 km na severozápad od Třebenic, při jihovýchodním úpatí vrchu Lhota. Severovýchodně od Kocourova se zvedá Ostrý se zříceninou hradu, východojihovýchodním směrem od vsi leží pahorek Vinička. V roce 2009 zde bylo evidováno 15 adres. V roce 2011 zde trvale žilo 45 obyvatel.
Kocourov leží v katastrálním území Kocourov u Medvědic o rozloze 2,4 km2.

## Historie
Nejstarší písemná zmínka pochází z roku 1548. Kocourov býval samostatná obec. V letech 1961-1984 byl částí tehdejší obce Medvědice, od 1.1.1985 je částí města Třebenice.

## Obyvatelstvo
|                                                                    | 1869 | 1880 | 1890 | 1900 | 1910 | 1921 | 1930 | 1950 | 1961 | 1970 | 1980 | 1991 | 2001 | 2011 |
| ------------------------------------------------------------------ | ---- | ---- | ---- | ---- | ---- | ---- | ---- | ---- | ---- | ---- | ---- | ---- | ---- | ---- |
| Obyvatelé                                                          | 106  | 97   | 75   | 79   | 71   | 71   | 69   | 56   | 37   | 33   | 13   | 7    | 12   | 45   |
| Domy                                                               | 16   | 18   | 18   | 18   | 18   | 17   | 18   | 13   | .    | 7    | 4    | 9    | 9    | 9    |
| Počet domů z roku 1961 je zahrnut v domech místní části Medvědice. |      |      |      |      |      |      |      |      |      |      |      |      |      |      |

## Pamětihodnosti
- Socha svatého Antonína Paduánského jižně za vesnicí[8]